# برونو راموس
برونو راموس (بالإنجليزية: Bruno Ramos)‏ هو سياسي أمريكي، ولد في 4 ديسمبر 1950 في الولايات المتحدة. حزبياً، نشط في Popular Democratic Party (Puerto Rico) ‏.